# Citrinophila flaveola
Citrinophila flaveola är en fjärilsart som beskrevs av Kirby 1887. Citrinophila flaveola ingår i släktet Citrinophila och familjen juvelvingar. Inga underarter finns listade i Catalogue of Life.